# António Tânger Corrêa
António Manuel Moreira Tânger Corrêa (Lisboa, 24 d'abril de 1952) és un diplomàtic i polític portuguès. Actualment, fa les funcions de primer vicepresident de la direcció nacional de CHEGA.

## Activitat diplomàtica
Va ser ambaixador de Portugal durant quaranta anys en diversos països, com ara: Goa, Brasil, Bòsnia, Sèrbia, Israel, Egipte, Qatar, Lituània. També va ser primer secretari de l'ambaixada portuguesa a Pequín.

## Acció política a la JP i al CD-PP
El 1974, després de la Revolució dels Clavells, va ser Secretari general de la Joventut Centrista (CD-PP) i el 1980 va ser adjunt del Ministre de Negocis Estrangers, Diogo Freitas do Amaral, al govern de l'Aliança Democràtica (AD) de Francisco Sá Carneiro.

## Actuació política a CHEGA
Va ser convidat per André Ventura a la II Convenció Nacional del Partit CHEGA, a Évora, el 2020, per a integrar la direcció nacional del partit com a primer vicepresident.
El maig de 2021, es realitza la III Convenció Nacional del partit, en la qual André Ventura el convida a continuar en el càrrec de vicedirector nacional del partit. La convenció es va haver de repetir el mateix any després d'una decisió del Tribunal Constitucional.
L'abril de 2022, André Ventura va anunciar que Tânger Corrêa seria la primera persona proposada per al Consell d'Estat per CHEGA. D'aquesta forma, va ser la primera persona proposada des de la fundació del partit al càrrer de Conseller d'Estat, dels cinc electes per l'Assemblea de la República.
A la fi de 2022, el Tribunal Constitucional torna a suspendre la Convenció Nacional del Partit. Com resultat, el gener de 2023, el partit realitza la V Convenció Nacional. En aquesta Convenció, és novament convidat per Ventura per a continuar en les funcions de primer vicepresident del partit i fa una intervenció política on afirma que el partit ha de sortir al carrer.
A la VI Convenció va reivindicar la seva autoritat com fundador de l'Aliança Democràtica de Sá Carneiro i Freitas do Amaral, tot afirmant: "Som la representació d'allò que és l'Aliança Democràtica veritable i única, no és aquesta imbecil·litat i aquesta estupidesa que realitza ara". En aquesta mateixa convenció, Tânger Corrêa torna a ser elegit com primer vicepresident del partit, renovant així el seu mandat, novament després de 5 convencions seguides.

## Activitat esportiva
Va representar Portugal als Jocs Olímpics de Barcelona com a timoner al Soling.